# Tre önskningar (film, 1995)
Tre önskningar (engelska: Three Wishes) är en amerikansk dramafilm från 1995 i regi av Martha Coolidge. I huvudrollerna ses Patrick Swayze, Mary Elizabeth Mastrantonio och Joseph Mazzello.

## Rollista i urval
- Patrick Swayze - Jack McCloud
- Mary Elizabeth Mastrantonio - Jane Holman
- Joseph Mazzello - Tom Holman
- Seth Mumy - Gunny Holman
- D.B. Sweeney - Jeffrey Holman (ej krediterad)
- David Marshall Grant - Phil
- Jay O. Sanders - Coach Schramka
- Michael O'Keefe - Tom som vuxen
- John Diehl - Lelands pappa
- Diane Venora - Joyce
- David Zahorsky - Leland
- Brian Flannery - Brian
- Brock Pierce - Scott